# Izvoru Mureșului
Izvoru Mureșului (węg. Marosfő) – wieś w Rumunii, w okręgu Harghita, w gminie Voșlăbeni. W 2011 roku liczyła 753 mieszkańców.